# Naso (gen)
Naso (pești unicorn) este un gen de pești tropicali și marini. 

## Specii
Sunt recunoscute în prezent 20 de specii în cadrul acestui gen: 
- Naso annulatus (Quoy & Gaimard, 1825)
- N. brachycentron (Valenciennes, 1835)
- N. brevirostris (G. Cuvier, 1829)
- N. caeruleacauda J. E. Randall, 1994
- N. caesius J. E. Randall & Bell, 1992
- N. elegans (Rüppell, 1829)
- N. fageni Morrow, 1954
- N. hexacanthus (Bleeker, 1855)
- N. lituratus (J. R. Forster, 1801)
- N. lopezi Herre, 1927
- N. maculatus J. E. Randall & Struhsaker, 1981
- N. mcdadei J. W. Johnson, 2002
- N. minor (J. L. B. Smith, 1966)
- N. reticulatus J. E. Randall, 2001
- N. tergus H. C. Ho, K. N. Shen & C. W. Chang, 2011
- N. thynnoides (G. Cuvier, 1829)
- N. tonganus (Valenciennes, 1835)
- N. tuberosus Lacépède, 1801
- N. unicornis (Forsskål, 1775)
- N. vlamingii (Valenciennes, 1835)

## Galerie

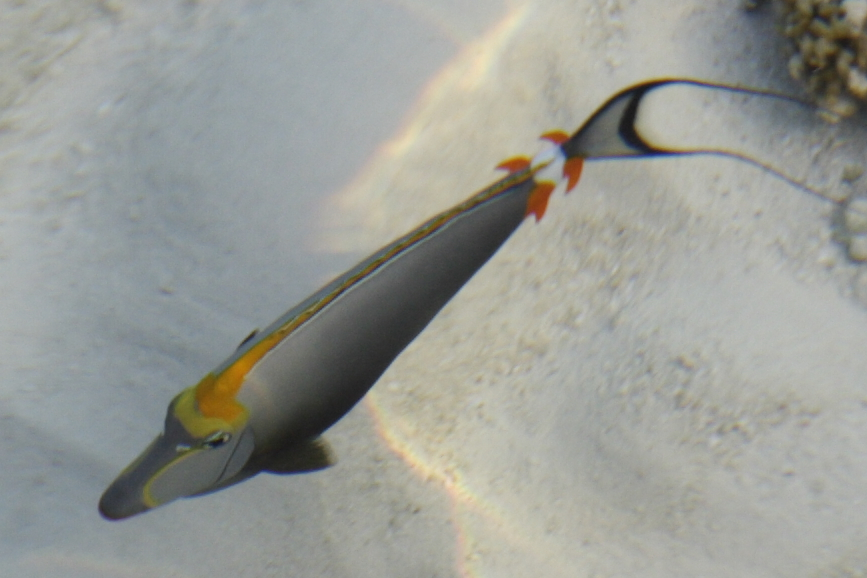
Naso lituratus
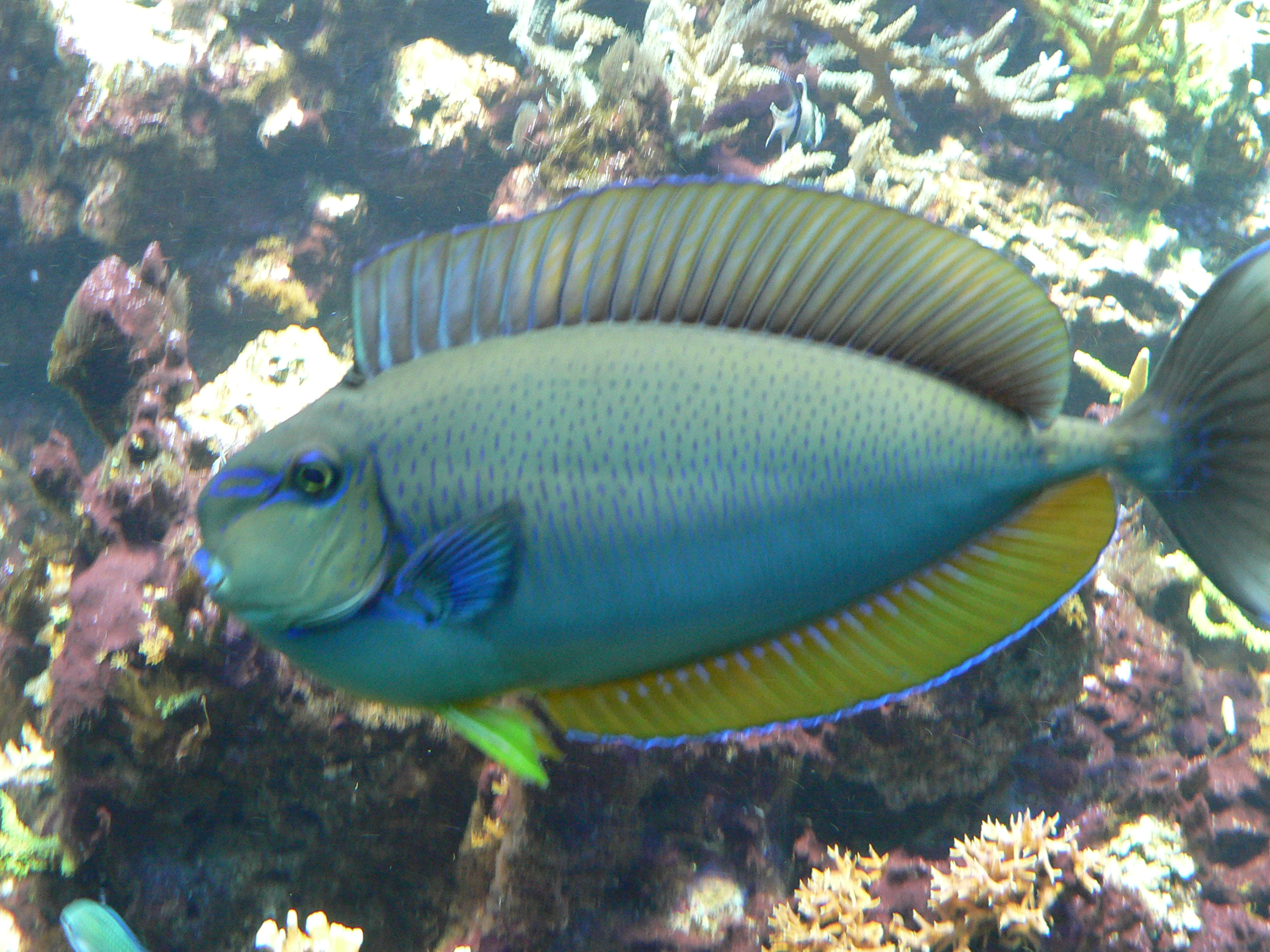
Naso vlamingii
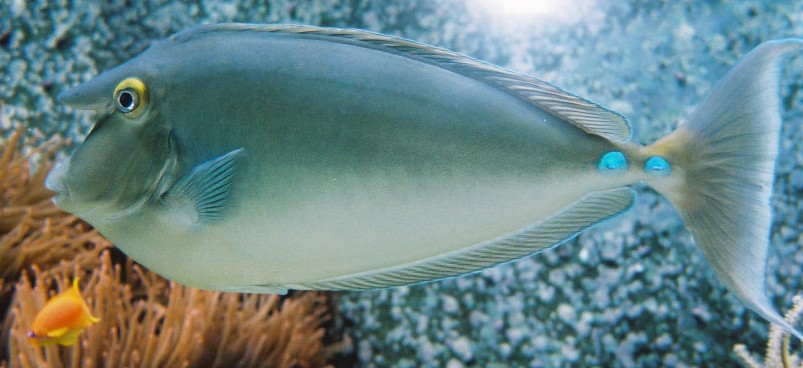
Naso unicornis
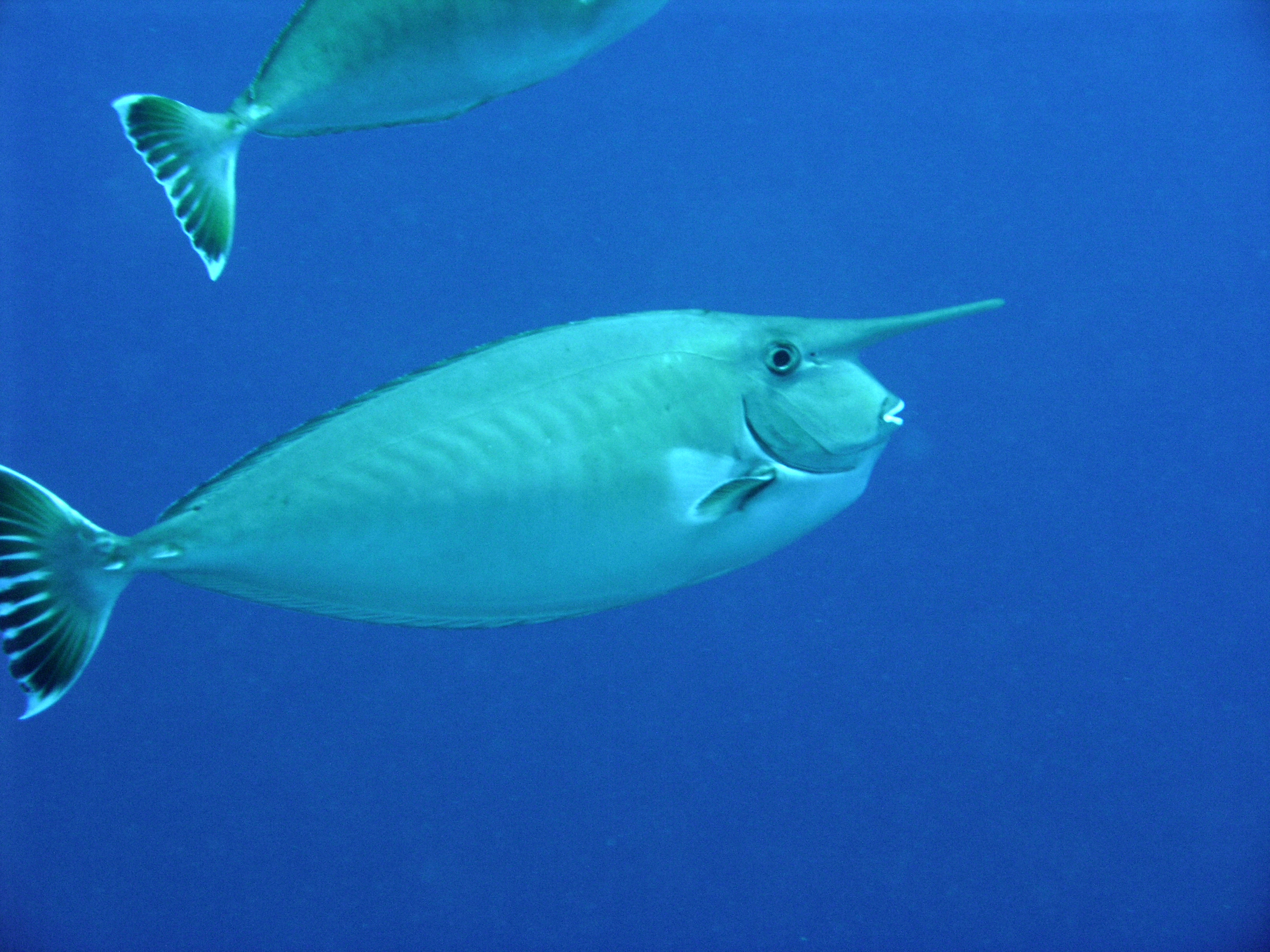
Naso annulatus
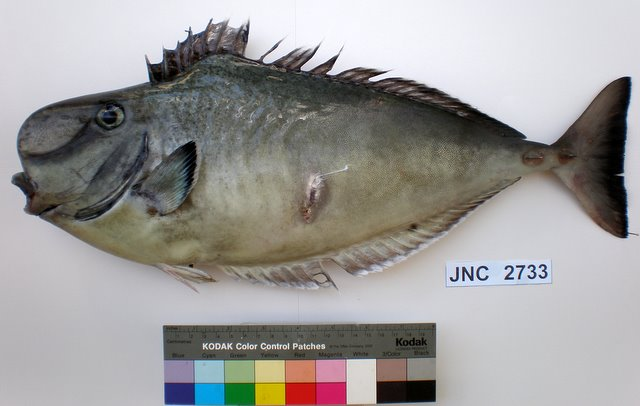
Naso tonganus